# Saires
Saires ist eine französische Gemeinde mit 124 Einwohnern (Stand 1. Januar 2022) im Département Vienne in der Region Nouvelle-Aquitaine (vor 2016 Poitou-Charentes); sie gehört zum Arrondissement Châtellerault und zum Kanton Loudun (bis 2015 Monts-sur-Guesnes).

## Geographie
Saires liegt etwa 40 Kilometer nordnordwestlich von Poitiers. Umgeben wird Saires von den Nachbargemeinden Monts-sur-Guesnes im Norden und Nordwesten, Prinçay im Norden und Nordosten, Berthegon im Osten, Savigny-sous-Faye im Südosten, Doussay im Süden sowie Verrue im Westen.

## Bevölkerungsentwicklung
| Jahr                      | 1962 | 1968 | 1975 | 1982 | 1990 | 1999 | 2006 | 2013 |
| Einwohner                 | 274  | 217  | 167  | 135  | 134  | 128  | 145  | 145  |
| Quelle: Cassini und INSEE |      |      |      |      |      |      |      |      |

## Sehenswürdigkeiten
- Kirche Saint-Pierre aus dem 11. Jahrhundert
- Wehrhaus, seit 2010 Monument historique